# Daniel Graham

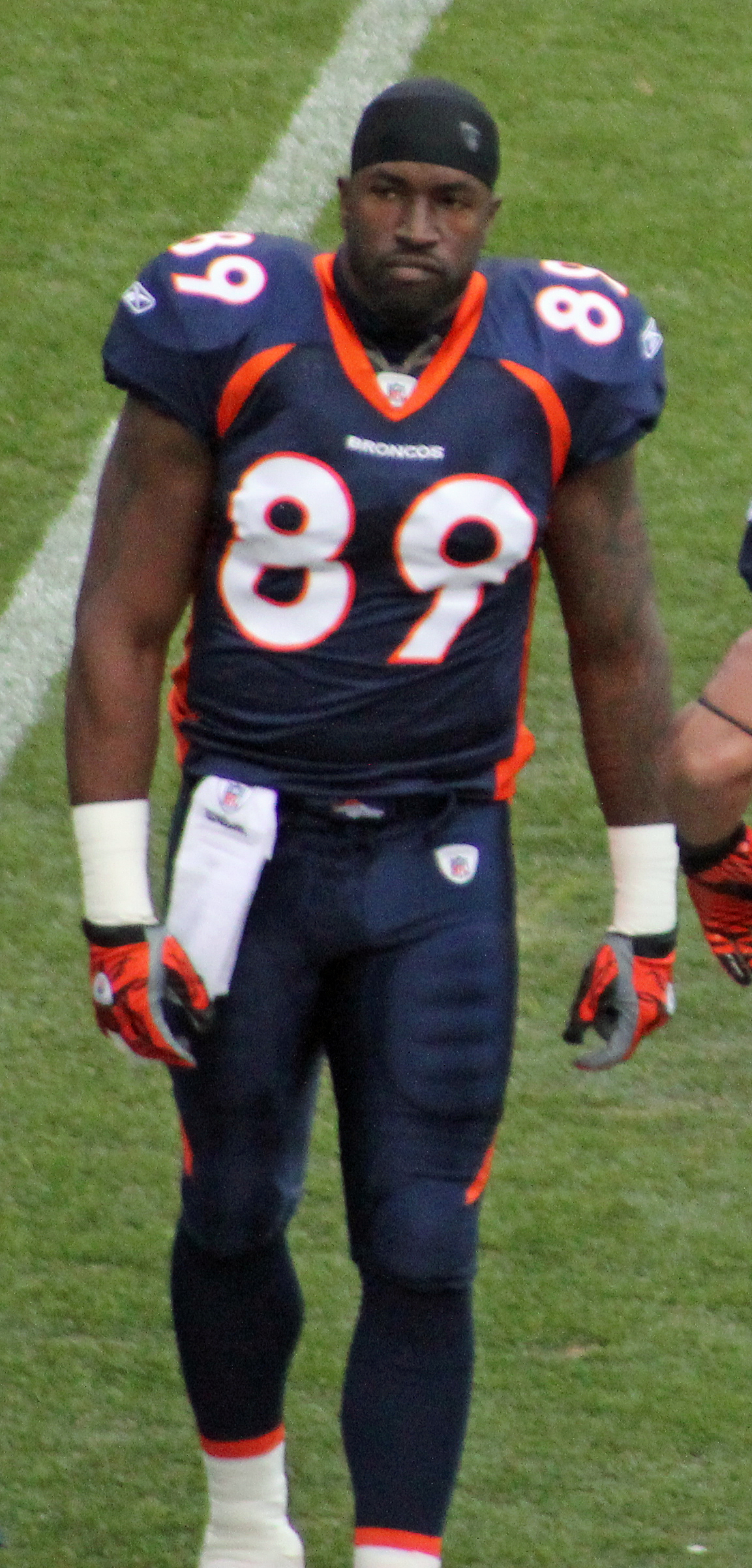
Imagem do jogador de futebol americano estadunidense Daniel Graham.

Daniel Graham é um jogador profissional de futebol americano estadunidense que foi campeão da temporada de 2004 da National Football League jogando pelo New England Patriots.